# Frentaner
Frentanerna var ett italienskt fornfolk som bebodde ett område mellan samniterna, Adriatiska havet, Apulien och marrucinerna. Detta område är kuperat men bördigt. Viktiga städer var Ortona, Histonium och Anxanum. Fretanerna tycks ha uppstått ur samniterna men hade senare i historien mer kontakt med marrucinerna, pelignerna och vestinerna.
Första gången de omnämns är 319 f.Kr. då de är i krig med Romerska republiken. De besegras snabbt, och underkuvas. De nämns några år senare, (304 f.Kr.), sedan ett allvarligt nederlag för equinerna ledde marserna, pelignerna, marrucinerna och frentanerna att skickade bud till Rom med förfrågan om en allians (socii). Det tycks som om frentanerna länge vidhöll alliansen: de var på Roms sida under pyrriska kriget och de förblev på Roms sida under det andra puniska kriget. Dock ställde sig fretanerna mot Rom under bundsförvantskriget 91 f.Kr. – 88 f.Kr. Sista gången fretanerna nämns i historien är då de låter Julius Caesar passera genom sitt område i samband med inbördeskriget 49 f.Kr.